# Quadrimpulso
Nella relatività ristretta il quadrimpulso è la generalizzazione quadrivettoriale della quantità di moto della meccanica classica, cioè un vettore dello spaziotempo quadrimensionale sempre tangente alla traiettoria, o linea d'universo, di una particella.
Come per ogni quadrivettore, è possibile distinguere le componenti spaziali da quella temporale: in un sistema di coordinate ortonormali la parte spaziale del quadrimpulso è formata dalle componenti dell'ordinaria quantità di moto moltiplicata per il fattore di Lorentz, mentre la parte temporale è data dall'energia della particella divisa per la velocità della luce.

## Definizione
Data una particella con velocità {\displaystyle \mathbf {v} =(v_{x},v_{y},v_{z})}, il corrispondente quadrimpulso è dato da:
{\displaystyle p^{\mu }={\begin{pmatrix}p^{0}\\p^{1}\\p^{2}\\p^{3}\end{pmatrix}}={\begin{pmatrix}E/c\\p^{1}\\p^{2}\\p^{3}\end{pmatrix}}={\begin{pmatrix}\gamma mc\\\gamma p^{x}\\\gamma p^{y}\\\gamma p^{z}\end{pmatrix}}=m\gamma {\begin{pmatrix}c\\v^{x}\\v^{y}\\v^{z}\end{pmatrix}}:=mu^{\mu }}
dove {\displaystyle u^{\mu }=(u^{0},u^{1},u^{2},u^{3})=\gamma (c,\mathbf {v} )} sono le componenti della quadrivelocità, {\displaystyle m} è la massa a riposo, {\displaystyle \gamma } è il fattore di Lorentz, {\displaystyle \mathbf {v} =(v^{x},v^{y},v^{z})} e {\displaystyle \mathbf {p} =(p^{x},p^{y},p^{z})} sono gli usuali vettori tridimensionali velocità e quantità di moto, e c è la velocità della luce. Le componenti spaziali di {\displaystyle p^{\mu }} sono dunque le componenti della quantità di moto classica {\displaystyle \mathbf {p} } moltiplicata per il fattore {\displaystyle \gamma }.

## Derivazione
Sia {\displaystyle x^{\mu }=(x^{0},x^{1},x^{2},x^{3})=(ct,x,y,z)} il quadrivettore posizione, che identifica la posizione della particella rispetto ad un sistema di riferimento inerziale, il sistema del laboratorio. Differenziando si ha:
{\displaystyle {\mbox{d}}x^{\mu }={\begin{pmatrix}c{\mbox{d}}t\\{\mbox{d}}x\\{\mbox{d}}y\\{\mbox{d}}z\end{pmatrix}}}
Il tempo proprio è il tempo che misurerebbe un orologio posto su una particella in moto vario nello spaziotempo come se si muovesse di moto rettilineo uniforme. In simboli:
{\displaystyle ({\mbox{d}}\tau )^{2}:=-{\frac {({\mbox{d}}s)^{2}}{c^{2}}}=-{\frac {\eta _{\mu \nu }{\mbox{d}}x^{\mu }{\mbox{d}}x^{\nu }}{c^{2}}}={\frac {1}{c^{2}}}({c^{2}{\mbox{d}}t^{2}-{\mbox{d}}x^{2}-{\mbox{d}}y^{2}-{\mbox{d}}z^{2}})=}
{\displaystyle ={\mbox{d}}t^{2}\left(1-{\frac {(v^{x})^{2}+(v^{y})^{2}+(v^{z})^{2}}{c^{2}}}\right)={\frac {{\mbox{d}}t^{2}}{\gamma ^{2}}}}
dove {\displaystyle \eta _{\mu \nu }} indica il tensore metrico dello spazio-tempo di Minkowski, utilizzando la segnatura {\displaystyle (-,+,+,+)}. Si ha pertanto:
{\displaystyle {\mbox{d}}\tau ={\frac {{\mbox{d}}t}{\gamma }}\qquad {\mbox{d}}t=\gamma {\mbox{d}}\tau }
Il tempo proprio è una grandezza che permette di parametrizzare la traiettoria di un corpo, in quanto è un invariante sotto trasformazioni di Lorentz (poiché {\displaystyle ({\mbox{d}}\tau )^{2}} è proporzionale a {\displaystyle ({\mbox{d}}s)^{2}}).
La quadrivelocità è data da:
{\displaystyle u^{\mu }={\frac {{\mbox{d}}x^{\mu }}{{\mbox{d}}\tau }}}
ed utilizzando la formula di derivazione composta può essere espressa in funzione dell'ordinaria velocità {\displaystyle \mathbf {v} }:
{\displaystyle u^{\mu }:={\frac {{\mbox{d}}x^{\mu }}{{\mbox{d}}\tau }}={\frac {{\mbox{d}}x^{\mu }}{{\mbox{d}}t}}{\frac {{\mbox{d}}t}{{\mbox{d}}\tau }}=\gamma {\frac {{\mbox{d}}x^{\mu }}{{\mbox{d}}t}}=\gamma {\begin{pmatrix}c\\v^{x}\\v^{y}\\v^{z}\end{pmatrix}}={\begin{pmatrix}\gamma c\\\gamma v^{x}\\\gamma v^{y}\\\gamma v^{z}\end{pmatrix}}}
La quadriquantità di moto è dunque definita, similmente al corrispettivo classico, come il prodotto tra la quadrivelocità e la massa a riposo {\displaystyle m} del corpo. 
Dal quadrimpulso si definisce la quadriforza. 

## Conservazione dell'energia
L'energia di una particella è definita come la velocità della luce moltiplicata per la componente temporale del quadrimpulso {\displaystyle (p^{0}=\gamma mc,\mathbf {p} =\gamma m\mathbf {u} )}, ovvero:
{\displaystyle E=\gamma mc^{2}={\frac {mc^{2}}{\sqrt {1-{\frac {u^{2}}{c^{2}}}}}}}
ed è una quantità che dipende dalla velocità {\displaystyle |\mathbf {u} |=u}. Analizzando lo scattering elastico tra due particelle identiche, ed espandendo in serie di Taylor per piccoli angoli l'energia del sistema, si giunge a dimostrare che se l'energia si conserva allora:
{\displaystyle E(u)={\frac {mc^{2}}{\sqrt {1-{\frac {u^{2}}{c^{2}}}}}}+E(0)-mc^{2}}
Si tratta dell'estensione relativistica dell'energia cinetica, più una quantità di energia costante pari a {\displaystyle E(0)=mc^{2}}, che rappresenta l'energia a riposo della particella, interpretabile come quell'energia che la particella ferma possiede per il fatto di avere massa.
La velocità è espressa in termini del quadrimpulso con la relazione:
{\displaystyle \mathbf {u} ={\frac {c^{2}\mathbf {p} }{E}}}
e dal fatto che la quantità:
{\displaystyle (p^{0})^{2}-\mathbf {p} \cdot \mathbf {p} =(mc)^{2}}
è invariante, segue che:
{\displaystyle E={\sqrt {c^{2}p^{2}+m^{2}c^{4}}}}

## Norma quadra
Nello spaziotempo di Minkowski la norma di un quadrivettore è un invariante di Lorentz:
{\displaystyle \|\mathbf {p} \|^{2}=p^{\mu }p_{\mu }=m^{2}\gamma ^{2}(-c^{2}+((v^{x})^{2}+(v^{y})^{2}+(v^{z})^{2}))=-m^{2}{\frac {c^{2}}{c^{2}-v^{2}}}(c^{2}-v^{2})=-m^{2}c^{2}.}
In modo equivalente:
{\displaystyle -\|\mathbf {P} \|^{2}=-P^{\mu }P_{\mu }=-\eta _{\mu \nu }P^{\mu }P^{\nu }={E^{2} \over c^{2}}-|{\vec {p}}|^{2}=m^{2}c^{2}}
Quest'ultima quantità coincide con la massa invariante del sistema. Il risultato è prevedibile considerando il fatto che i quadrivettori velocità hanno norma quadrata {\displaystyle -c^{2}} e il quadrimpulso è un quadrivettore velocità per uno scalare {\displaystyle m}. La norma quadrata negativa implica che i quadrivettori velocità e impulso siano di tipo tempo, e cambiando il segno alla segnatura {\displaystyle (+,-,-,-)} la norma quadra cambia di segno.

## Conservazione del quadrimpulso
La conservazione del quadrimpulso nei sistemi isolati è uno dei principi fondamentali della dinamica relativistica. Esso include, per basse velocità, le leggi classiche della conservazione dell'energia e della quantità di moto: si conserva l'energia totale, pari a {\displaystyle p^{0}c} e si conserva la quantità di moto del sistema, pari alle componenti spaziali del quadrivettore.
Se la massa non cambia, il prodotto interno nello spaziotempo di Minkowski tra il quadrimpulso e la relativa quadriaccelerazione {\displaystyle A^{\mu }} è nullo. Infatti, l'accelerazione è proporzionale alla derivata del quadrimpulso rispetto al tempo proprio, divisa per la massa della particella, e pertanto:
{\displaystyle P^{\mu }A_{\mu }=\eta _{\mu \nu }P^{\mu }A^{\nu }=\eta _{\mu \nu }P^{\mu }{\frac {d}{d\tau }}{\frac {P^{\nu }}{m}}={\frac {1}{2m}}{\frac {d}{d\tau }}\|\mathbf {P} \|^{2}={\frac {1}{2m}}{\frac {d}{d\tau }}(-m^{2}c^{2})=0}
Si noti che la massa a riposo può non conservarsi, mentre si conserva la massa relativistica (che non è altro che l'energia). Per esempio, durante un urto tra particelle subatomiche, se due particelle di masse a riposo uguali {\displaystyle m} che viaggiano l'una a {\displaystyle 0.5c} e l'altra in senso opposto a {\displaystyle 0.66c} si fondono nell'impatto in una sola particella, questa viaggerà ad una velocità pari a {\displaystyle 0.127c} e avrà una massa {\displaystyle M=2.476m}, ben maggiore della somma delle masse iniziali. D'altra parte, la somma delle due masse relativistiche, pari ciascuna a {\displaystyle 1.154m} e {\displaystyle 1.342m} fornisce direttamente per la massa relativistica della particella risultante {\displaystyle 2.496m}, correttamente pari alla massa a riposo moltiplicata per il fattore di Lorentz relativo (circa 1.0081).